# Rosa Mbuamangongo
Rosa Mbuamangongo (sinh ngày 2 tháng 6 năm 1969) là một vận động viên chạy nước rút người Guinea Xích Đạo. Bà đã thi đấu ở nội dung 200 mét nữ tại Thế vận hội Mùa hè 1988.